# Örvös halción

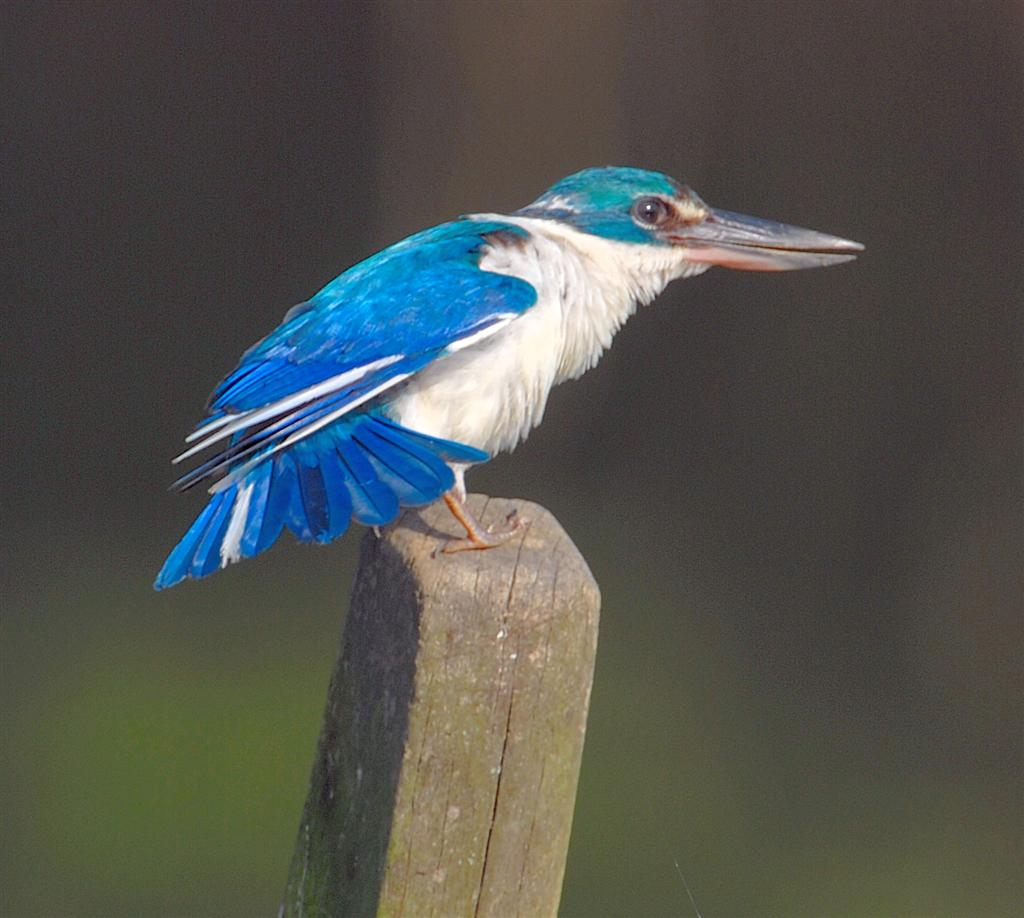

Az örvös halción (Todiramphus chloris) a madarak (Aves) osztályának szalakótaalakúak (Coraciiformes) rendjéhez, ezen belül a jégmadárfélék (Alcedinidae) családjához tartozó faj.

## Előfordulása
Legnyugatabbra a Todiramphus chloris abyssinica alfaj, mely az egyetlen Afrikában élő alfaja. Ez Eritrea mangrovemocsaraiban honos, de olykor előfordul Szudán és Szomália területén is. Arábiában egy alfaja él, a Todiramphus chloris kalbaensis, melynek mára csupán 55 párja maradt az Egyesült Arab Emírségekban és veszélyeztetettnek számít.
További alfajok élnek Indiában, Bangladesben és az Andamán- és Nikobár-szigeteken. Gyakori fajnak számít Délkelet-Ázsia országaiban és Indonéziában. Előfordul Új-Guinea szigetén valamint Palau területén is előfordul és mindenütt gyakori fajnak számít.

## Alfajok
Korábbi alfajai közül többet faji szintre emeltek. A Torresian halción (Todiramphus sordidus), a csendes-óceáni halción (Todiramphus sacer), a Louisiade-szigeteki halción (Todiramphus colonus), a mariana-szigeteki halción (Todiramphus albicilla) és a melanéz halción (Todiramphus tristrami) is korábban az örvös halción alfajának számított.
Vörös-tenger melléki és arab-félszigeti alfajok
- Todiramphus chloris abyssinicus (Pelzeln, 1856) – a Vörös-tenger déli partvidéke, Eritrea, Szomália és az Arab-félsziget között
- Todiramphus chloris kalbaensis (Cowles, 1980) – az Arab-félsziget déli része

Indiai és indiai-óceáni alfajok
- Todiramphus chloris vidali (Sharpe, 1892) – India nyugati része Ratnagiri és Kerala között
- Todiramphus chloris davisoni (Sharpe, 1892) – Andamán-szigetek
- Todiramphus chloris occipitalis (Blyth, 1846) – Nikobár-szigetek

Délkelet-ázsiai alfajok'
- Todiramphus chloris humii (Sharpe, 1892) – tengerparti területek Nyugat-Bengáltól keletre Mianmarig, a Maláj-félsziget és Északkelet-Szumátra
- Todiramphus chloris armstrongi (Sharpe, 1892) – tengerparttól távoli, belső területek Mianmar, Thaiföld, Laosz, Kambodzsa, Vietnám területén és Kína délkeleti részein
- Todiramphus chloris laubmannianus (Grote, 1933) – Szumátra, Borneó és számos kisebb környékbeli sziget
- Todiramphus chloris chloropterus (Oberholser, 1919) – apróbb szigetek Szumátra nyugati partvidéke előtt
- Todiramphus chloris azelus (Oberholser, 1919) – Enggano
- Todiramphus chloris palmeri (Oberholser, 1919) – Jáva, Bali, a Bawean-szigetek és a Kangean-szigetek
- Todiramphus chloris collaris (Scopoli, 1786) – Fülöp-szigetek

Új-guineai és mikronéziai alfajok
- Todiramphus chloris chloris (Boddaert, 1783) –  Talaud-szigetek és Sangihe-szigetek (Celebesz mellett), a Kis-Szunda-szigetek és Új-Guinea északnyugati része
- Todiramphus chloris teraokai (Nagamichi Kuroda, 1915) – Palau

|  |  |

## Megjelenése
Testhossza 22–29 centiméter, szárnyfesztávolsága pedig 51 centiméter.

## Életmódja
Tápláléka rákokből, békákból, kétéltűekből és kis halakból áll.